# Vincent Zhao
Vincent Zhao Wenzhuo, también conocido como Wing Zhao o Chiu Man-cheuk (趙文卓 | cantonés: Jiu Man Cheuk; mandarín: Zhào Wén Zhuō) es un actor chino, nacido en Harbin, Heilongjiang, el 10 de abril de 1972. 

## Biografía
Zhao y sus dos hermanos mayores empezaron su adiestramiento en artes marciales desde niños. 
A los 8 años se convirtió en discípulo de Zhang Zhibin y luego en miembro del equipo local de Wushu. 
En la Universidad se proclamó vencedor del Campeonato Nacional Juvenil de Artes Marciales, atrayendo el interés de la industria cinematográfica.

## Carrera
En 1992, fue seleccionado para interpretar al villano en la película Fong Sai-yuk (1993) de Corey Yuen, producida y protagonizada por Jet Li. El productor Tsui Hark quedó impresionado por sus cualidades y lo convirtió en sustituto de Li en el papel de Wong Fei-hung en las películas Érase una vez en China 4 y Érase una vez en China 5, así como en la posterior serie de TV (1996). 
Tsui y Zhao rodaron juntos varios proyectos más hasta que Zhao se centró en su carrera televisiva, protagonizando series épicas basadas en recientes éxitos cinematográficos como New Legend of Fong Sai-yuk, Legend of Huo Yuanjia, The Storm Riders o Seven Swordsmen. 
En el año 2009 volvió al cine para interpretar otro personaje legendario, "Beggar" So Hat-yi en la película True Legend de Yuen Woo-ping.

## Filmografía

### Películas
| Año  | Título                                  | Personaje          | Notas                                                                      |
| ---- | --------------------------------------- | ------------------ | -------------------------------------------------------------------------- |
| 2017 | God of War (荡寇风云)                   | General Qi Jiguang | junto a Wan Qian, Sammo Hung, Yasuaki Kurata y Keisuke Koide               |
| 2015 | The White Haired Witch of Lunar Kingdom | Jin Duyi           | junto a Fan Bingbing, Huang Xiaoming, Yan Yikuan, Wang Xuebing y Ni Dahong |
| 2011 | The True Legend                         |                    | junto a Michelle Yeoh, David Carradine,                                    |

### Programas de variedades
| Año  | Programa                         | Notas    |
| ---- | -------------------------------- | -------- |
| 2021 | Call Me By Fire (披荆斩棘的哥哥) | miembro  |
| 2017 | Ace vs Ace                       | invitado |